# 阿蘇惟澄
阿蘇 惟澄（あそ これずみ）は、鎌倉時代末期から南北朝時代にかけての武将。南朝阿蘇大宮司。

## 略歴
阿蘇氏の庶家である恵良氏の恵良惟種の子として誕生。
恵良家は、元来、阿蘇家嫡男の家柄であったが、阿蘇惟景の治世に、阿蘇惟資の息子・恵良惟種が罪を犯して勘当処分を受けており、闕所されてしまい、庶流となっていた。そのため阿蘇家の家督は、惟資から、惟景の三男・阿蘇惟国が引き継ぐことになり、恵良家は阿蘇から遠い甲佐神社周辺を所領とされていた。
これにより、惟澄は、晩年になるまで、恵良惟澄と名乗った。『恵良惟澄軍忠状』は塙保己一が編纂した群書類従に採録されている。
元弘3年（1333年）、幕命を受けて楠木正成が立て籠もる千早城攻めに参戦しようとしたが、その途上で護良親王の令旨を受けて官軍側に寝返った。
建武3年（1336年）、阿蘇氏当主・惟直に付き従い、九州に落ちてきた足利尊氏と多々良浜の戦いにて戦ったが、敗れた。この戦いで当主惟直とその弟・惟成が戦死し、前当主の惟時も在京していたため、尊氏は阿蘇惟時の庶子である坂梨孫熊丸を阿蘇大宮司に任じた。惟澄はこれに納得せず孫熊丸に反抗し、阿蘇氏の分裂が始まった。
翌延元2年/建武4年（1337年）、惟澄は菊池氏と南朝勢力回復のため九州に下向してきた懐良親王を擁立し、北朝方の九州探題・一色範氏の軍勢と交戦し勝利している。興国元年/暦応3年（1340年）、惟澄は遂に肥後国南郷城にて坂梨孫熊丸らを討ち取った。しかし、今度は岳父である阿蘇惟時が少弐氏らと結んで惟澄に敵対したため、内紛は収まらなかった。
興国7年/正平元年/貞和3年（1347年）には北朝方の少弐氏・大友氏の攻撃を受けたが撃退に成功している。
正平2年（1348年）、南朝勢力から「筑後権守」に任官される。
翌年1０月、権官から「筑後守」へ昇格。日向国吏務職を兼任。このときに惟時に宛てて「大とのの御のためにわたくしに身としても、不忠腹黒の儀あるましく候」という書状を送り、阿蘇惟時への忠誠を誓う。この書状は、阿蘇大明神に誓うのではなく、惟澄は伊勢天照大神に向けて誓っていたことから、惟時は信用せず。
正平10年/文和4年（1355年）に惟時が死去。まだ惟澄は大宮司職を得られていない。だが、軍事力に優れた惟澄に菊池氏らの人望が集まる。このころ、阿蘇家は菊池氏と敵対していたことから、菊池氏が惟澄を利用して、阿蘇家を分断し、北朝方との戦いを優位に進めてゆく。
正平16年/延文6年（1361年）には菊池武光と協力して大宰府の制圧に成功し、九州における南朝方の勢力は最盛期を迎えた。このときにはじめて征西府は、明白に惟澄を大宮司と認める。当時、阿蘇惟時の婿養子となって家督を継いだのは、1361年のことであった。これに対して、北朝方の足利義詮、大友氏時らが反発し、長男の恵良惟村を大宮司に指名し、北朝方の阿蘇惟村大宮司を成立させる。なお、惟村は養子の出身である。
正平19年/貞治3年（1364年）、死に臨んだ惟澄は、これまで北朝方として対立してきた長男・惟村に大宮司を譲ることで内紛の終結を試み、その2ヵ月後に死去した。享年55。
惟澄没後、阿蘇家分断を画策した菊池武光が、惟澄の次男坊に「武」の字を与えて、阿蘇惟武と呼び、惟村大宮司と敵対関係に仕向ける。また征西府も惟村の相続を認めなかった。そのため、一族内での対立が再燃した。また、惟澄らが築き上げた征西府の勢力も、九州探題今川貞世（了俊）の出現や菊池武光等の死去によって1370年代初頭を境に衰退していく事となる。

## 伝説

### 蛍丸
江戸時代に松村昌直によって書かれた『刀剣或問』（寛政9年（1797年））が語る伝承によれば、惟澄は多々良浜の戦いで来国俊作の大太刀を振るった。敗戦後、蛍丸の刀身は鋸のようにギザギザに刃こぼれしたが、その夜、欠けた刃の破片がひとりでに飛んで来て元の場所に嵌り、自動で修復された。その様子がまるで蛍の飛んで集まるように見えたので、「蛍丸」と名付けられた、という。